# Bodzásújlak
Bodzásújlak (szlovákul: Novosad) község Szlovákiában, a Kassai kerület Tőketerebesi járásában.

## Fekvése
Tőketerebestől 12 km-re, délre fekszik.

## Története
Területén már az újkőkorszakban éltek emberek, a bükki kultúra emberének települése állt itt.
A települést 1318-ban „Vylok” néven említik először, ekkor egy Roland nevű nemes birtoka volt. 1390-ben a Losonczy család birtoka, később több nemes családé. A 18. században az Almássyak a birtokosok. 1715-ben 39 ház nélküli és 17 házas jobbágytelke volt. 1787-ben 115 házában 894 lakos élt.
A 18. század végén Vályi András így ír róla: „Bodzás Újlak. Tót falu Zemplén Várm. földes Ura Almásy Uraság, lakosai többfélék, fekszik Barants, és Jesztrebhez nem meszsze; fekete agyagos, homokos, térséges földgye 3 nyomásbéli, gabonát, és árpát terem, erdeje, szőleje nints, rét nélkűl is szűkölködik, piatza Kassán, vagy Újhelyben.”
1828-ban 155 háza volt 1172 lakossal. Lakói mezőgazdasággal, szőlőtermesztéssel, szénégetéssel foglalkoztak. 1831-ben részt vettek az ún. koleralázadásban.
Fényes Elek 1851-ben kiadott geográfiai szótárában így ír a faluról: „Ujlak (Bodzás-), Zemplén vm. orosz-tót-magyar mv., ut. p. Ujhelyhez északra 2 mfdnyire: 226 romai, 850 g. kath., 4 evang., 163 ref., 30 zsidó lak. Gör. kath. és ref. templom. Szántófölde 1936 hold s közép termékenységü; bort is termeszt. F. u. Almásy.”
Borovszky Samu monográfiasorozatának Zemplén vármegyét tárgyaló része szerint: „Bodzásújlak, a Tapoly-Ondava völgyén fekvő tót kisközség. Van 229 háza és 1201, túlnyomó számban gör. kath. vallású lakosa. E község már 1254-ben említtetik, a mikor itt a vármegye gyűlést tartott. Akkoriban Róland nádor volt az ura. 1390-ben a Losonczyak birtoka, kik azt a Rakamaziaknak zálogosítják el, 1471-ben viszont a Rakamaziaktól Zeöld Bálint bírja zálogban. 1477-ben Rozgonyi Rajnald, 1511-ben az Ujlaki Nagy család van említve birtokosai között. 1548-ban a garanyi vár tartozéka és Losonczy István az ura. 1574-ben Koppáni Szabó Jánost is birtokba iktatják és 1598-ban Forgách Zsigmond szerepel itt, a ki 1620-ban II. Ferdinándtól adományt kap reá. Közben, 1589-ben, Losonczy Anna révén, férje, Ungnad Kristóf is birtokosa, 1633-ban Pálffy Kata is, a mikor Boczas-Újlak alakban van említve. 1686-ban a terebesi pálosoknak is van itt részbirtokuk, 1750-ben pedig Okolicsányi Jánosnak is, de 1753-ban Forgách Ádámot iktatják birtokába. A mult század elején az Almásy családnak volt itt birtoka és most is a gróf Almásy Pál hitbizományához tartozik. 1663-ban a pestis, 1831-ben pedig a kolera pusztította lakosait, mely utóbbi alkalommal a faluban pórlázadás ütött ki. A községben két templom van, melyek közül a gör.-kath. templom építési ideje ismeretlen; a ref. templomot pedig hajdan a pálosok klastrom-temploma volt. Egyik harangja 1414-ből való. Az egyház egy vert ezüstből készült áldozati kelyhet őriz, mely 1836-ból való.1856-ban az egész község, mindkét templomával együtt, 1904-ben pedig 168 családnak a lakóháza leégett. A község körjegyzőségi székhely. Ide tartozik Láp-puszta. A faluban van posta, de távírója Velejtén, vasúti állomása meg Uporon van. E község táján fekhetett hajdan Szent-András elpusztult helység, mely a XV. században Zenth-Andreas alakban van emlitve.”
1900 és 1910 között sok lakosa kivándorolt a tengerentúlra. 1920-ig Zemplén vármegye Sátoraljaújhelyi járásához tartozott. A háború után lakói főként a környező nagybirtokokon dolgoztak. 1938 és 1944 között Magyarországhoz tartozott.

## Népessége
| Év:            | 1994. | 2004.    | 2014.   | 2024.   |
| -------------- | ----- | -------- | ------- | ------- |
| Emberek száma: | 921   | 1031     | 1027    | 1040    |
| Eltérés:       |       | +11,94 % | -0,38 % | +1,26 % |

| Év:            | 2023. | 2024.   |
| -------------- | ----- | ------- |
| Emberek száma: | 1019  | 1040    |
| Eltérés:       |       | +2,06 % |

1910-ben 1035-en, többségében szlovák anyanyelvűek lakták, jelentős magyar kisebbséggel.
2001-ben 988 lakosából 951 szlovák volt.
2011-ben 1018 lakosából 967 szlovák volt.
2021-ben 1017 lakosából 973 szlovák, 11 cigány, 5 ruszin, 4 magyar (0,4%), 4 cseh, 20 ismeretlen nemzetiségű volt.

## Nevezetességei
- Református temploma 1500 körül épült késő gótikus stílusban. 1798 és 1805 között bővítették.
- Görögkatolikus temploma 1795-ben épült.
- A református parókia épülete 1820-ban készült.

## Neves személyek
- Itt született Somosi János (1783-1855) református teológiai tanár, a Tiszáninneni Református Egyházkerület esperese, héber nyelvész, a MTA levelező tagja (1834).
- Itt született Demkó Mihály (1897–1946) kárpátaljai magyar újságíró, tanító, nemzetiségi politikus, miniszteri tanácsos, magyarországi országgyűlési képviselő.